# Debtera
Un debtara (ou dabtara, en Guèze \ Tigrinya \ en Amharique : ደብተራ (Däbtära) ; au pluriel, en guèze et en tigrinya : debterat, en amharique : debtaroch  ) est une figure religieuse itinérante, parmi les Beta Israël et dans les églises orthodoxes éthiopiennes et érythréennes de Tewahedo. Il chante des hymnes, danse pour les fidèles, exécute des exorcismes et pratique la magie blanche pour aider la congrégation,,. Un debera est censé revendiquer une identité ecclésiastique et se comporter comme dans les ordres mineurs. Les debtara peuvent être officiellement ordonnés diacres ou agir en dehors de la hiérarchie de l'Église. Ils sont souvent craints par la population locale,.

## Formation et devoirs officiels

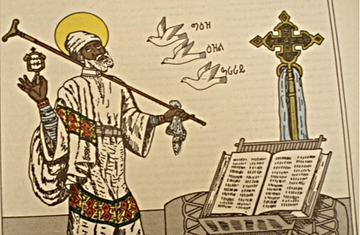
Selon la tradition chrétienne, la musique des dettera est développée par Saint Yared.

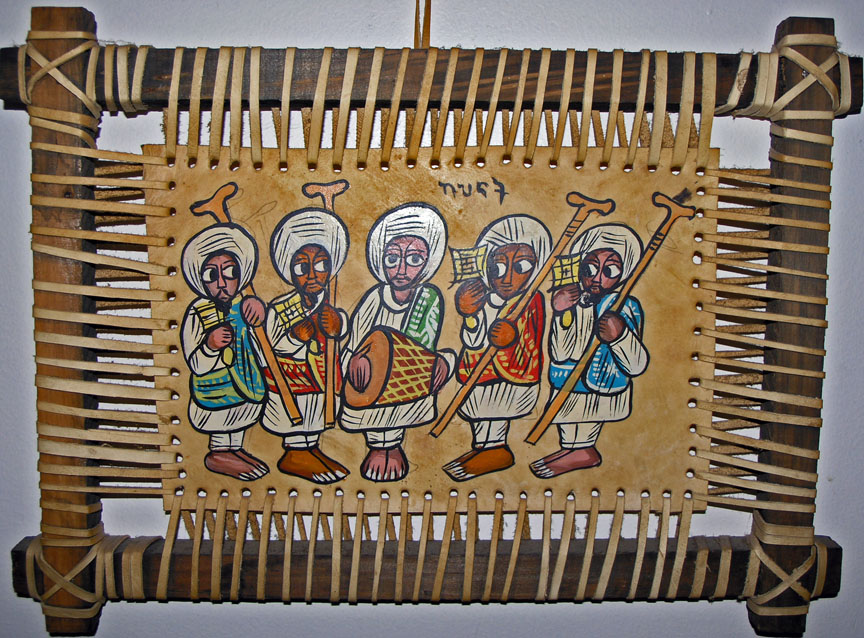
Peinture représentant des debtera pratiquant leur art.

Les debtera, appartenant souvent à des familles de debtera, sont formés dès l'enfance  comme scribes  (apprenant la langue Guèze , ) et comme chantres. Souvent, ils apprennent aussi la médecine traditionnelle et les rites laïcs. Pendant leurs études, ils vivent souvent de la mendicité, de la vente au détail ou de la pratique de la médecine traditionnelle. Le but principal de leurs études, demeure la tradition écrite et orale relative aux fonctions religieuses, et l'examen pour l'obtention du diplôme est la mémorisation du psautier. Avant les services, ils se baignent et mettent des vêtements blancs, des turbans ainsi qu'un ample vêtement à rayures appelé shamma . Les debteras portent des bâtons de prière au service, où ils chantent, dansent et jouent du tambour et de la sistra à l'extérieur de l'église ou de la synagogue pendant les services religieux.

### Chez les Beta Israël
Chez les Beta Israël, le statut de debtera constitue une étape significative dans l'étude pour devenir kahen, autre rôle religieux des Beta Israël. Contrairement aux kahens à part entière, qui n'exercent aucune des fonctions des debtera, les debteras sont plus proches des laïcs, servant souvent d'intermédiaires entre eux et le clergé. Un kahen qui abandonne son poste ou est destitué peut servir comme debtera.

### Chez les chrétiens
Kahens et debteras sont deux professions distinctes bien qu'il soit possible d'exercer ces deux fonctions. Les églises orthodoxes Tewahedo estiment que cette distinction était faite par les Israélites antiques.
Pendant les services de carême, les deberas marquent le rythme avec des bâtons de prière. L'Église éthiopienne tolère les spectacles de debteras, citant l'histoire de deux rois de David dansant au temple et le Psaume 47:1 (« O tape dans tes mains ») comme exemples bibliques. Ces représentations comportent des symboles de la Passion de Jésus : le sistre et le battement des tambours représentent le balancement du Christ tout en endurant les coups, et les bâtons de prière la flagellation du Christ.

## Guérison religieuse et magique
Les debteras participent à la liturgie en tant que chanteurs et musiciens et, en dehors de l'Église, prennent la fonction de guérisseurs religieux et magiques en exerçant certaines activités (par exemple, herboristerie, bonne aventure, astrologie). Certains auteurs éthiopiens les qualifient de « guérisseurs spirituels », mais ce sont des guérisseurs religieux et magiques, d'après Janetius. Toutes les fonctions assumées par les Debteras ne sont pas tolérées par l'Église éthiopienne. Beaucoup distribuent des herbes contraceptives aux femmes et pratiquent la magie destinée à remplir des fonctions contraceptives, en contradiction avec les enseignements de l'Église éthiopienne. Certains sont aussi réputés pour étudier la magie noire invoquant des démons parallèlement à leur apprentissage officiel plus bienveillant.
Certains Debtera fabriquent des amulettes apotropaïques destinées à protéger le porteur des mauvais esprits. Souvent fabriquées en argent, elles sont employées contre le mauvais œil et les esprits zār. Les Debtera peuvent aussi étudier des invocations, des prières et d'exorcismes anti-magiques. Ces exorcismes peuvent inclure des prières, la bénédiction de l'eau bénite (que la personne possédée boit), le brûlage des racines et des incantations. Certaines amulettes peuvent prendre la forme de petits rouleaux conservés dans des pochettes ou des récipients similaires, fabriqués à partir de la peau d'une chèvre ou d'un agneau sacrifié dont le sang est utilisé pour purifier rituellement le propriétaire prévu. Certains pratiquent l'astrologie et tentent de modifier le sort en donnant un nouveau nom aux malchanceux (ce qui a la réputation de changer leur destinée). Les populations locales peuvent considérer un tel changement comme une tricherie. Certains Debteras utilisaient de la stramoine (Datura stramonium) pour provoquer des hallucinations.
Un debtera peut être rémunéré pour ses charmes, ses exorcismes et ses pratiques astrologiques, mais pas pour les activités liturgiques.
Les devoirs et remèdes des Debtera ne sont pas nécessairement surnaturels. Ainsi, ils placent des épouvantails dans les champs et rasent les têtes des personnes ayant des poux. Avant la révolution de 1974, les nobles engageaient souvent des Debtera pour éduquer leurs enfants.